# Lluís Vich i de Corbera
Lluís Vich i de Corbera (València, ¿?-1477) fou un noble i alt funcionari valencià, amb el càrrec de Mestre Racional del Regne de València.

## Biografia
Lluís de Vich, baró de Llaurí i Matoda, senyor d'Ebo i Gallinera era Mestre Racional de València, càrrec equiparable a l'actual de Síndic de Comptes. Com a ocupant d'aquest càrrec li corresponia l'administració del patrimoni reial, i la intervenció general dels ingressos i despeses. Se li assignaren les funcions de previsió, direcció i control últim de l'administració de les finances reials, destacant entre totes, la fiscalització de la gestió financera. Com a oficial de la Casa del rei, va acompanyar a Alfons el Magnànim en les seues expedicions a Nàpols i Castella.
Fou conseller de la reina Joana, muller de Joan II d'Aragó. El va enviar com ambaixador a tractar amb els Consellers de la ciutat de Barcelona l'any 1461. L'any 1475, Joan II el va posar al càrrec del monestir de la Valldigna, que havia quedat vacant, per pertànyer aquesta al patronat regi. Quan morí el rei Joan, el seu successor, Ferran el catòlic va concedir el càrrec d'abat a Roderic de Borja el 1479.
Lluís Vich es va casar tres vegades. Amb Damiata de Vallterra va tindre quatre fills:
- Jeroni Vich i Vallterra, futur diplomàtic.
- Joan, mort a Granada.
- Lluís, cavaller de Sant Joan.
- Guillem Ramon Vich i Vallterra, futur bisbe de barcelona i cardenal.

A la seua mort fou soterrat en el Monestir de la Murta d'Alzira, on la família tenia la seua capella. En vida havia donat al cenobi una sèrie de peces d'art, disposant en el seu testament de 1476 més donacions econòmiques. A més havia encarregat un nou retaule amb els Set Gojos de la Verge i imatges de Santa Magdalena i Sant Joan Baptista.